# آکادمی آموزش عالی
آکادمی آموزش عالی (به انگلیسی: Higher Education Academy) یک نهاد بریتانیایی با اعضای حرفه‌ای است که رسالت آن، تقویتِ آموزش عالی است. این آکادمی به ارتقای روش‌های آموزشی شواهدمحور می‌پردازد و به استادان دانشگاه، فلوشیپ ارائه می‌دهد.